# رود موريس
رود موريس (بالإنجليزية: Rod Morris)‏ هو لاعب دوري الرغبي أسترالي، ولد في 12 يونيو 1950 في إبسوتش في أستراليا.